# Доходный дом А. Б. Филипченко
Доходный дом А.Б. Филипченко — здание бывшего доходного дома во Владивостоке. Построено в 1910 году. Автор проекта неизвестен. Является одним из самых представительных зданий Владивостока в стиле модерн.
Историческое здание по адресу Светланская улица, дом 111 сегодня является объектом культурного наследия Российской Федерации регионального значения.

## История
Издание «Памятники истории и культуры Приморского края. Материалы к своду» указывает, что владивостокский предприниматель и домовладелец начала XX века А.Б. Филипченко в 1910 году построил доходный дом на одном из принадлежащих ему участков по улице Светланской. Владивостокский краевед Д.А. Анча, в свою очередь, утверждал, что на самом деле дом был построен предпринимателем А.Ф. Горватом-Божечко и принадлежал ему довольно долгое время, до конца 1920-х годов. Анча предполагает, что проект дома выполнил сам Горват-Божечко, или сотрудники его технической конторы, которая также делала проект дома Кочурьянца, до покупки последнего Петерецами и его перестройки по проекту архитектора Юнгхенделя.              
В 1911 году в доме некоторое время жил известный владивостокский поэт того времени врач Сибирского флотского экипажа Павел Ионович Гомзяков. Согласно сохранившемуся объявлению в газете «Красное Знамя», установлено, что в 1927 году в доходном доме располагалась Комиссионно-посредническая техническая контора А.Ф. Горват-Божечко.   

## Архитектура
По мнению архитектора и исследователя О.Г. Обертаса, доходный дом Филипченко «более чем какое-либо строение Владивостока воспроизводит стиль ар-нуво». Оно имеет Г-образное очертание в плане, стены выполнены из кирпича под штукатурку. Сравнительно небольшой по протяжённости фасад, выходящий на улицу Светланскую, расчленён ризалитами на пять частей. Ризалиты завершаются волнообразными высокими полуфронтонами, практически скрывающими вальмовую крышу с мансардным этажом. Окна ризалитов имеют типичное для стиля модерн полуовальное очертание и обрамлены декоративным сандриком. В крайних ризалитах в уровне второго и мансардного этажей первоначально были установлены полукруглые балконы, но позже они были сняты (восстановлены в ходе реставрации 2000-х годов). Западающая часть фасада декорирована рельефным орнаментом. Центральная часть фасада акцентирована женским маскароном: женская маска выступает здесь центром декоративной композиции, образуемой волютами и растительным орнаментом.                             